# SN 2003gr
SN 2003gr – supernowa typu Ia odkryta 27 lipca 2003 roku w galaktyce M-04-55-14. W momencie odkrycia miała maksymalną jasność 16,30m.